# یواس‌اس ال‌اس‌تی-۵۴۵
یواس‌اس ال‌اس‌تی-۵۴۵ (به انگلیسی: USS LST-545) یک کشتی بود که طول آن ۳۲۸ فوت (۱۰۰ متر) بود. این کشتی در سال ۱۹۴۴ ساخته شد.